# Jaquelline
Jaqueline Grohalski Brito (Rolim de Moura, 14 de junho de 1994), mais conhecida pelo seu nome artístico Jaquelline, é uma cantora brasileira. Conseguiu notoriedade ao participar da décima oitava edição do reality show Big Brother Brasil e da décima quinta edição do reality show A Fazenda, sendo nessa campeã pelo público.

## Biografia e carreira
De origem polonesa, Jaquelline é filha de Geni Grohalski. Iniciou sua participação em concursos de beleza na região aos 15 anos, mas aos 19 anos, interrompeu essa trajetória ao descobrir que estava grávida. Antes de se dedicar à carreira de cantora, ela se formou em biomedicina, mas optou por deixar essa profissão de lado para perseguir seu sonho na música. 
A estreia de Jaquelline em rede nacional ocorreu como participante do reality show Big Brother Brasil 18, da TV Globo, em 2018, no qual foi eliminada na segunda semana. No mesmo ano, em março, fez participações em shows do cantor Wesley Safadão e colaborou no clipe de "Malandra" com o funkeiro MC 7Kssio.
Em maio de 2019, lançou seu primeiro single, "Bom Rapaz", pela KL Produtora, cujas gravações aconteceram em diversos locais de São Paulo, como o Beco do Batman, na Vila Madalena, uma boate e a Avenida Paulista. O clipe apresentou Jaquelline em três papéis distintos: uma patricinha, uma roqueira e uma drag queen. Em julho do mesmo ano, assinou contrato com a KondZilla e lançou o single "Bem Malvada". É também em 2019 que abandona seu sobrenome em sua assinatura artística, assinando agora apenas como Jaquelline. Em fevereiro de 2020, colaborou com o cantor M10 no single "Acidente", pela KondZilla. Em março do mesmo ano, ingressou na Love Funk e lançou o single "Malvadinho". Em agosto, lançou o single "Dancinha do Tik Tok", retomando a parceria com a KondZilla.
Em 14 de setembro de 2023, Grohalski foi confirmada como participante oficial na 15ª temporada do reality show A Fazenda, da RecordTV. Em 21 de dezembro de 2023, consagrou-se como a vencedora em uma final quádrupla, tornando-se a segunda ex-BBB a conquistar o título do programa, sucedendo Flávia Viana, vencedora em 2017.

## Filmografia

### Televisão
| Ano  | Título             | Função                   | Emissora | Notas        |
| ---- | ------------------ | ------------------------ | -------- | ------------ |
| 2018 | Big Brother Brasil | Participante (16º lugar) | TV Globo | Temporada 18 |
| 2023 | A Fazenda          | Participante (Vencedora) | RecordTV | Temporada 15 |

### Videoclipes
| Ano  | Música                | Artista         |
| ---- | --------------------- | --------------- |
| 2018 | "Malandra"            | MC 7Kssio       |
| 2019 | "Bom Rapaz"           | Jaquelline      |
| 2019 | "Bem Malvada"         | Jaquelline      |
| 2020 | "Acidente"            | Jaqueline e M10 |
| 2020 | "Malvadinho"          | Jaquelline      |
| 2020 | "Dancinha do Tik Tok" | Jaquelline      |

## Discografia

### Singles

#### Como artista principal
| Ano  | Canção                |
| ---- | --------------------- |
| 2019 | "Bom Rapaz"           |
| 2019 | "Bem Malvada"         |
| 2020 | "Acidente"            |
| 2020 | "Malvadinho"          |
| 2020 | "Dancinha Do Tik Tok" |